# Білоруська греко-католицька церква

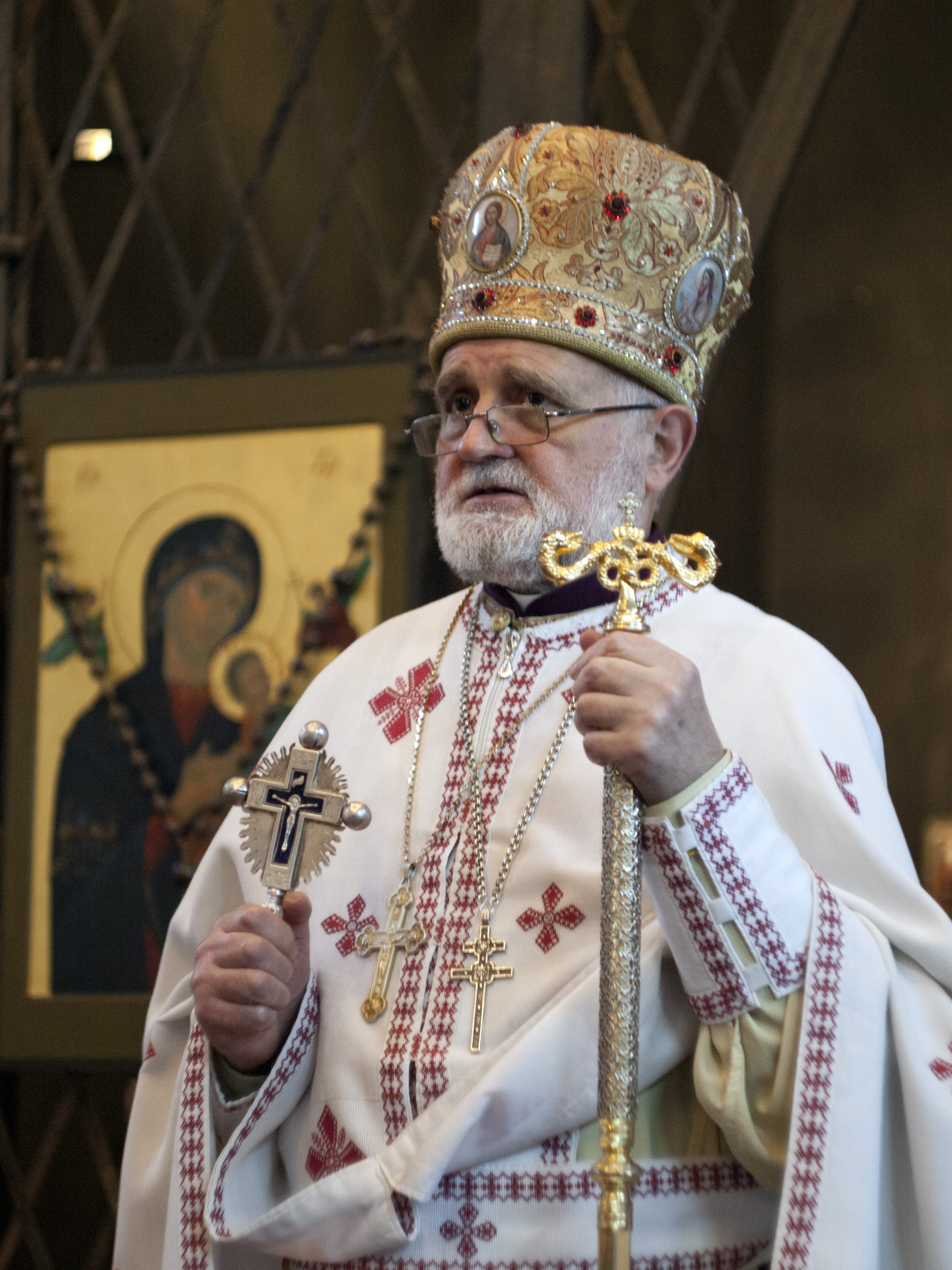
Архімандрит Сергій Гаєк, Апостольський візитатор для греко-католиків Білорусі

Білору́ська гре́ко-католи́цька це́рква (біл. Беларуская грэка-каталіцкая царква, Bielaruskaja hreka-katalickaja carkva; лат. Ecclesiae Graecae Catholico Belarusica; скорочено БГКЦ), яку іноді називають, посилаючись на її візантійський обряд, Білору́ською візанті́йською католи́цькою це́рквою (біл. Беларуская візантыйская каталіцкая царква; лат. Byzantinum Ecclesia Catholico Belarusica) — східно-католицька юрисдиція sui juris, яка знаходиться в повному євхаристійному спілкуванні з Латинською церквою, так і з 22 іншими східно-католицькими церквами, утворюючи разом Католицьку церкву. Заснована у 1596 році внаслідок Берестейської унії, яка створила Руську унійну церкву. Особливістю БГКЦ, на відміну від УГКЦ, є те, що вона користується григоріанським календарем з часу її відродження в Білорусі на початку 90-х років, тоді як УКГЦ перейшла на григоріанський календар (для нерухомих свят) з 1 вересня 2023 року. 
З 30 березня 2023 року складається з однієї Апостольської адміністратури для вірних візантійського обряду, заснованої папою Франциском, а її першим адміністратором став дотеперішній Апостольський візитатор архимандрит Сергій Гаєк.

## Історія
Християни, які через Берестську унію (1595–96) вступили в повне спілкування з Святим Престолом, зберігаючи свою візантійську літургію церковнослов'янською мовою, спочатку були переважно білорусами. Навіть після подальшого приєднання українців до унії близько 1700 року, білоруси все ще становили близько половини групи. За словами історика Анатоля Тараса, до 1795 р. близько 80% християн в Білорусі були греко-католиками, 14% були латинськими католиками, а 8% — православними.

### Російська імперія
Поділ Польщі – Литви та включення всієї Білорусі до складу Росії призвели до того, що, за даними Російської православної церкви, багато білорусів (1553 священники, 2603 парафії та 1 483 111 осіб) до березня 1795 р. об'єдналися з Російською православною церквою. Здається, це суперечить іншому джерелу, оскільки воно наводить кількість парафій, що потрапили під владу Росії в 1772 р., лише як «понад 800», що означає, що багато священників і людей залишалися в спілкуванні з Римом.
Після невдалого повстання 1830–1831 років проти російського панування та подальшого усунення переважно католицької місцевої знаті від впливу в білоруському суспільстві, троє єпископів Церкви разом з 21 священником скликали в лютому 1839 р. Синод, який відбувся у Полацьку 25 березня 1839 р., який офіційно залучило до Російської православної церкви 1 600 000 християн та 1305 або близько 2500 священників.
Однак деякі священники та вірні все ж відмовились приєднатися. Російська держава передала більшу частину власності православній церкві в 1840-х роках, а деякі священники емігрували до австрійської Галичини, а інші вирішили сповідувати таємно заборонену релігію.

### XX століття
Коли в 1905 році цар Микола II опублікував указ про надання свободи віросповідання, близько 230 000 білорусів хотіли церковної унії з Римом. Однак, оскільки уряд відмовив дозволити їм утворити громаду візантійських обрядів, вони прийняли латинський обряд, до якого на сьогодні належать більшість католиків-білорусів.
Після Першої світової війни західна частина Білорусі була включена до відновленої польської держави, і близько 30 000 нащадків тих, хто менш ніж за століття до цього приєднався до Російської православної церкви, приєдналися до Католицької церкви, зберігаючи візантійську літургію. У 1931 році Святий Престол направив їх єпископом як апостольського візитатора. Після анексії Радянським Союзом Західної Білорусі в 1939 році в травні 1940 року був призначений екзарх для вірних візантійських обрядів, але через два роки його було заарештовано і доставлено до радянського концтабору, де він і помер.

#### Холодна війна
І хоча відтепер дуже мало інформації про візантійських католиків у Білорусі могло дістатись до Риму, біженці з них заснували центри в Західній Європі (Париж, Лондон та Лювен) та в деяких частинах Сполучених Штатів Америки, особливо в Чикаго. З 1947 року Лео Гарошка започаткував у Парижі пастирсько-культурний періодичний журнал «Божим Шляхам», який видавався з 1960 по кінець 1980 року в Лондоні. У Лондоні Олександр Надсон почав перекладати візантійські богослужбові тексти на білоруську мову в 1970-х. Завдяки цій роботі, коли в 1990 р. У Білорусі могли бути організовані перші греко-католицькі парафії, вони одразу змогли використовувати ці тексти своєю національною мовою.
У 1960 році Святий Престол призначив Чеслава Сіповича Апостольським візитатором для білоруських вірних за кордоном. Він був першим білоруським католицьким єпископом після Полацького синоду. Наступник Володимир Тарасевич був призначений у 1983 р. Після його смерті в 1986 р. Олександр Надсон був призначений Апостольським візитатором, але не, за власним бажанням, піднесений до єпископського сану.

#### Розпад Радянського Союзу
У 1980-х роках спостерігається поступове зростання інтересу мінських інтелектуалів до греко-католицької церкви. Статті Анатоля Сидаревича та Юрія Хадики про її історію з'явилися у випусках «Litaratura i Mastastva» за 1987–1988 роки. А восени 1989 року деякі молоді інтелектуали Мінська вирішили видавати періодичний журнал «Unija», призначений сприяти відродженню греко-католицької церкви.
На початку 1990 року Надсон привіз гуманітарну допомогу від білорусів за кордоном своїм співвітчизникам, які все ще страждають внаслідок Чорнобильської катастрофи 1986 року. Він був здивований, зустрівши молодих білорусів, які сказали, що вони греко-католики. 11 березня він відправив першу Божественну літургію в Мінську національною мовою, а через два дні провів зустріч з редакцією «Унії», перший номер якої тоді надрукували в Латвії.
У вересні 1990 року була зареєстрована перша греко-католицька парафія з часів Другої світової війни, і на початку 1991 року Ян Матусевич почав відправляти літургію у своїй мінській квартирі. Згодом він став керівником усіх греко-католицьких парафій Білорусі, а помер у 1998 році.
Аж до 1990-х років парафії білоруських греко-католиків існували лише в еміграції — в Лондоні, Парижі, Левені та Чикаго.

### Республіка Білорусь
Після розпаду СРСР і відновлення Білоруссю суверенітету в 1991 році білоруські католики вийшли з підпілля і одержали можливість вільного сповідання віри. До 1992 року три священники та два диякони в Білорусі відправляли візантійську літургію білоруською мовою. Того ж року опитування Білоруського державного університету показало, що 10 тисяч людей у Мінську визнали себе греко-католиками. Екстрапольовано на країну в цілому, це тлумачилося таким чином, що, особливо серед інтелігенції та національно свідомої молоді, близько 120 000 білорусів висловилися за відродження греко-католицької церкви. Через відсутність священників та церков цей інтерес не переріс у щось більше.
У 1994 р. Папа Іван Павло ІІ призначив Олександра Надсона Апостольським візитатором для білорусів в еміграції, а архімандрита Сергіуша Гаєка апостольським візитатором для греко-католиків у Білорусі.

## Сучасна ситуація
На початку 2005 року Білоруська греко-католицька церква мала 20 парафій, з яких 13 отримали державне визнання. Станом на 2003 рік у двох наступних містах — Мінську, Полацьку та Вітебську існували дві білоруські греко-католицькі парафії; і лише один у Бресті, Гродно, Могилеві, Маладечно та Ліді. Вірних, постійно приєднаних до них, налічувалося близько 3000, тоді як близько 4000 інших мешкали за межами пастирського ареалу парафій. Сьогодні тут працюють 16 священників та 9 семінаристів. У Полацьку був невеликий монастир студитів. Парафії організовані у два деканати, кожен з яких очолює протопресвітер або протоієрей.
Дві парафії мали невеликі церкви. Деякі з інших мали пастирські центри з ораторієм.
Білоруські греко-католики за кордоном, які налічували близько 2000, перебували під опікою Митреда протопресвітера Олександра Надсона як апостольського візитатора до його смерті в 2015 році. Головними центрами є церква св. Кирила Туравського та Всі покровителі білоруського народу в Лондоні та парафії в Антверпені (створений у 2003 році) та Костомлотах, Польща.
Парафія в Чикаго, парафія Христа-Спасителя, існувала з 1955 по 2003 рік. Вона була заснована Іоанном Златоустом Тарасевичем, а пізніше була рідною парафією Володимира (Володимира) Тарасевича до його смерті, після чого нею керував місцевий латино-католик рядовий, який призначив адміністраторами спочатку Джозефа Сіро, а потім Джона Макдонелла. 7 вересня 1996 року парафія побачила свячення принца Майкла Хаскі, EOHS, першим білоруським дияконом у США. Михайло служив у парафії, поки її не закрив кардинал Френсіс Джордж, архієпископ Чикаго, 20 липня 2003 року.
У березні 2020 року архієпископ Мінськ-Могилівський Тадеуш Кондрусевич звинуватив уряд у використанні законних приводів, щоб заборонити іноземним священникам їхати з країни під час відмови від прийому в семінарію.
30 березня 2023 року Папа Франциск створив Апостольську Адміністратуру для вірних візантійського обряду в Білорусі. Він також призначив Апостольським Адміністратором без єпископських свячень дотеперішнього Апостольського Візитатора для вірних візантійського обряду в архимандрита Сергія Гаєка, Згромадження Отців Маріанів.

## Християнський волонтерський рух св. Микола
Християнський волонтерський рух св. Микола з'явився восени 2007 року у Вітебську. Це греко-католицька благодійно-пастирська ініціатива, яка об'єднує людей доброї волі, незалежно від конфесії, які хочуть допомагати тим, хто цього потребує.
Основна діяльність Руху св. Микола має за мету допомогу людям з розумовими та фізичними вадами, сиротам та дітям з непрацездатних сімей, догляду за людьми похилого віку та хворими; діяльність на захист ненародженого життя. Велика увага приділяється підготовці волонтерів. За час діяльності Руху було проведено сотні заходів та акцій. Нові центри Руху також з'явились у Гродно (2008), Мінську (2010) та Молодечно (2011).
Рух св. Микола — один з перших рухів у Білорусі, який почав активно розвивати ідею систематичного християнського волонтерства в благодійних соціальних службах. За час діяльності Руху було проведено сотні заходів та акцій. Основна ідея Руху — щирість у служінні, заснована на вченні Ісуса Христа, відсутність матеріального інтересу.

## Галерея

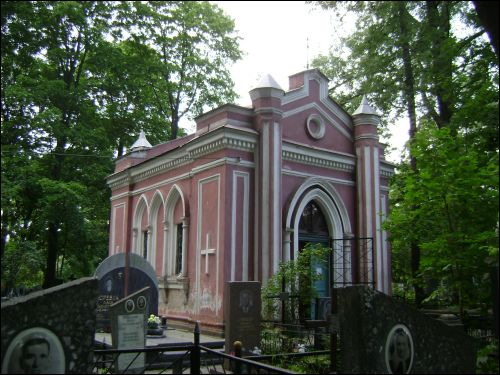
Греко-католицька каплиця Мати Божої Бялиницької на католицькому цвинтарі у Могильові
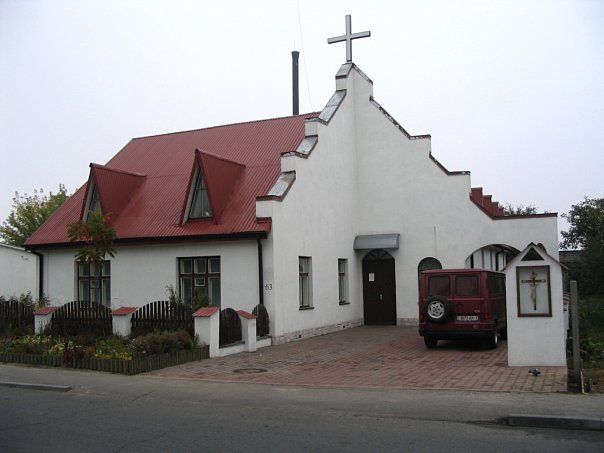
Греко-католицькі духовно-пастирські центр у Бересті
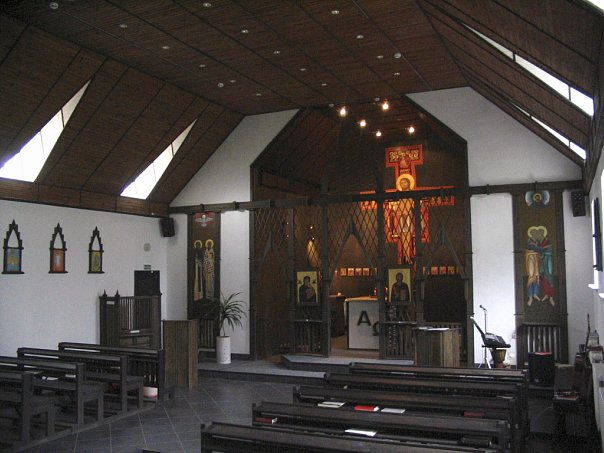
Церква св. братів-апостолів Петра і Андрія в Бересті (зсередини)
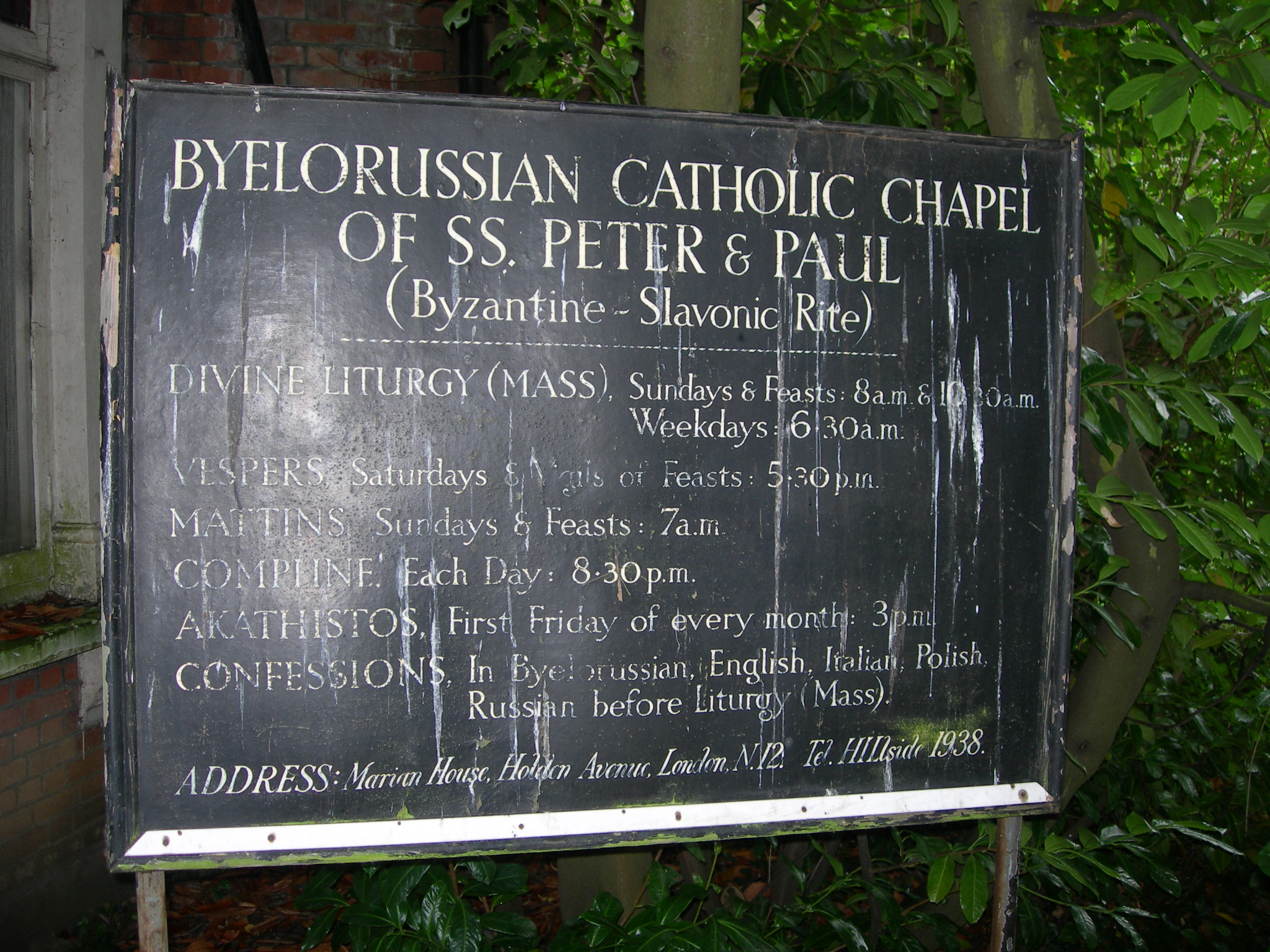
Знак біля білоруської греко-католицької каплиці в Marian House (Білоруська бібліотека імені Франциска Скорини) у Лондоні
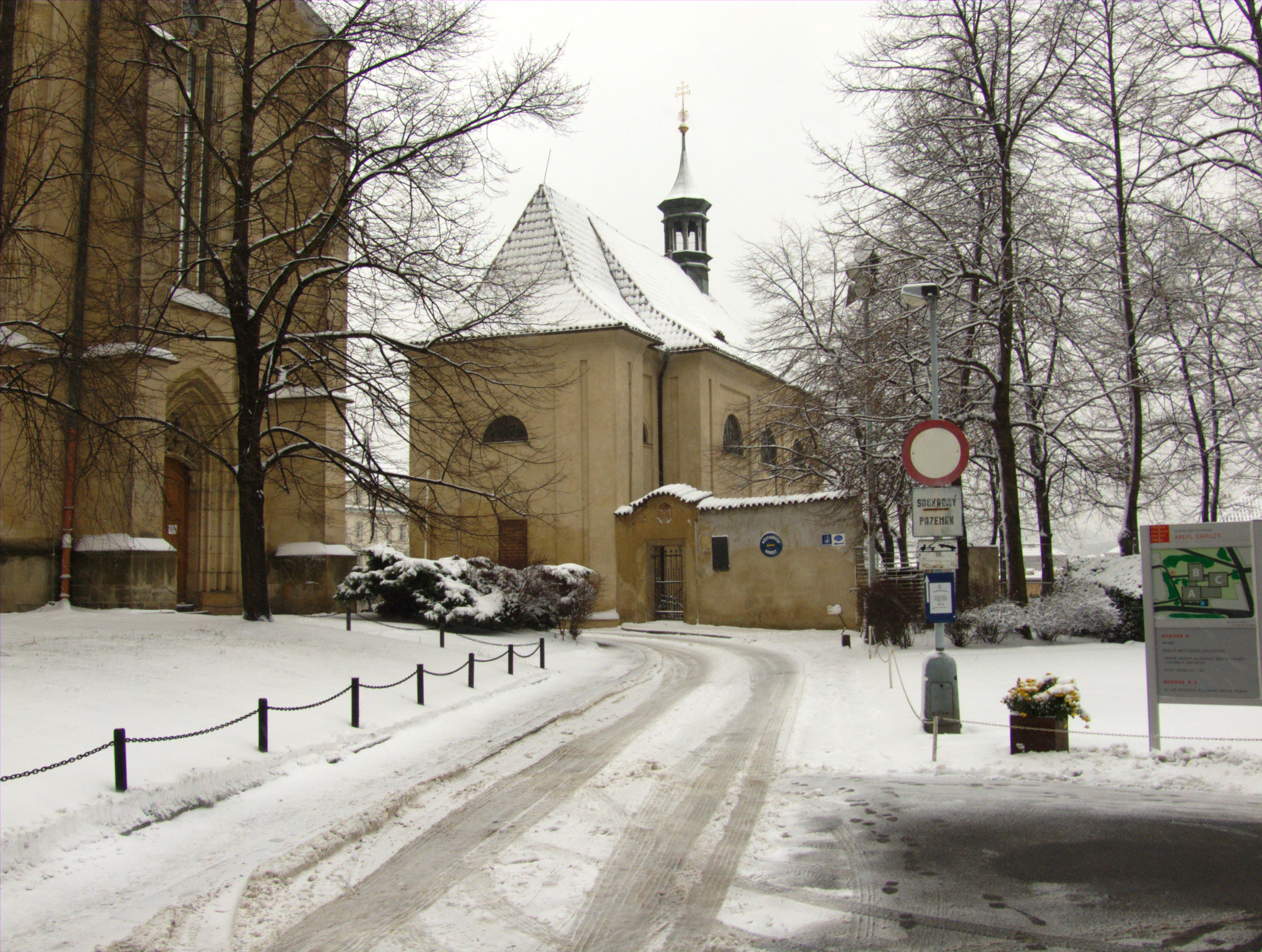
Церква св. Косми і Даміана в Празі, де відправляють богослужіння білоруські греко-католики
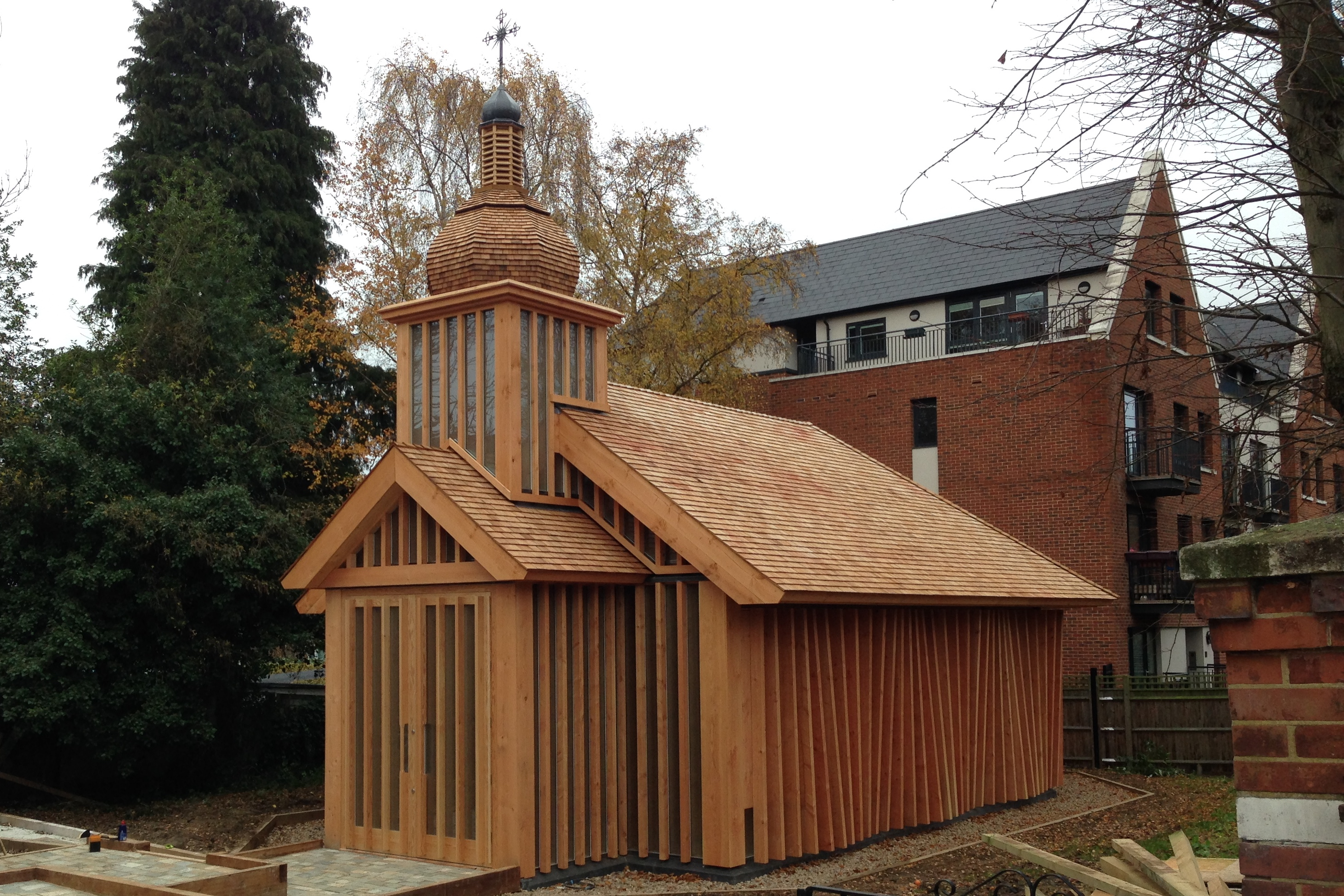
Церква св. Кирила Турівського та всіх святих опекунів білоруського народу в Лондоні